# Davis Tarwater
Davis Edward Tarwater (Knoxville (Tennessee), 24 maart 1984) is een Amerikaanse zwemmer. Hij vertegenwoordigde zijn vaderland op de Olympische Zomerspelen 2012 in Londen.

## Carrière
Bij zijn internationale debuut, op de wereldkampioenschappen zwemmen 2005 in Montreal, eindigde Tarwater als vierde op de 200 meter vlinderslag.
Tijdens de Pan Pacific kampioenschappen zwemmen 2006 in Victoria eindigde de Amerikaan als vijfde op de 200 meter vlinderslag en als zesde op de 100 meter vlinderslag.
Op de wereldkampioenschappen zwemmen 2007 in Melbourne werd Tarwater uitgeschakeld in de halve finales van de 200 meter vlinderslag en in de series van de 50 meter vlinderslag.
In Rome nam de Amerikaan deel aan de wereldkampioenschappen zwemmen 2009. Op dit toernooi zwom hij samen met Ricky Berens, Daniel Madwed en Peter Vanderkaay in de series van de 4x200 meter vrije slag, in de finale sleepte Ricky Berens samen met Michael Phelps, David Walters en Ryan Lochte de wereldtitel in de wacht. Voor zijn aandeel in de series ontving Tarwater eveneens de gouden medaille.
Tijdens de US Olympic trials 2012 in Omaha eindigde Tarwater als zevende op de 200 meter vrije slag en kwalificeerde zich door deze prestatie in eerste instantie voor de Olympische Zomerspelen van 2012 in Londen. Nadat Michael Phelps zijn ticket op de 200 meter vrije slag had teruggegeven, om zich op andere onderdelen te richten, werd Tarwater alsnog toegevoegd aan de olympische selectie als lid van de estafetteploeg op de 4x200 meter vrije slag. Tarwater miste eerder in 2004 en 2008 een olympisch ticket op de 200 meter vlinderslag met zes tienden of minder. In Londen zwom hij samen met Charlie Houchin, Matt McLean en Conor Dwyer in de series van de 4x200 meter vrije slag, in de finale veroverde Dwyer samen met Ryan Lochte, Ricky Berens en Michael Phelps de gouden medaille. Voor zijn inspanningen in de series werd Tarwater beloond met de gouden medaille.

## Internationale toernooien
| Jaar | Olympische Spelen                                 | WK langebaan                                      | WK kortebaan  | PanPacs                                 |
| ---- | ------------------------------------------------- | ------------------------------------------------- | ------------- | --------------------------------------- |
| 2005 |                                                   | 4e 200m vlinderslag                               |               |                                         |
| 2006 |                                                   |                                                   | geen deelname | 6e 100m vlinderslag 5e 200m vlinderslag |
| 2007 |                                                   | 48e 50m vlinderslag 10e 200m vlinderslag          |               |                                         |
| 2008 | geen deelname                                     |                                                   | geen deelname |                                         |
| 2009 |                                                   | 4x200m vrije slag · Tarwater zwom enkel de series |               |                                         |
| 2010 |                                                   |                                                   | geen deelname | geen deelname                           |
| 2011 |                                                   | geen deelname                                     |               |                                         |
| 2012 | 4x200m vrije slag · Tarwater zwom enkel de series |                                                   | geen deelname |                                         |

## Persoonlijke records
Bijgewerkt tot en met 17 december 2011

### Kortebaan
| Afstand          | Tijd    | Datum            | Plaats  |
| ---------------- | ------- | ---------------- | ------- |
| 100m vlinderslag | 50,70   | 16 december 2011 | Atlanta |
| 200m vlinderslag | 1.51,90 | 17 december 2011 | Atlanta |

### Langebaan
| Afstand          | Tijd    | Datum           | Plaats       |
| ---------------- | ------- | --------------- | ------------ |
| 100m vrije slag  | 49,06   | 2 augustus 2011 | Stanford     |
| 200m vrije slag  | 1.46,36 | 8 juli 2009     | Indianapolis |
| 100m vlinderslag | 51,94   | 4 augustus 2011 | Stanford     |
| 200m vlinderslag | 1.54,46 | 2 juli 2008     | Omaha        |